# Franz Barta
Franz Barta (ur. 18 listopada 1902, zm. ?) – austriacki bokser.
Barta brał udział na igrzyskach olimpijskich w 1924 roku, uczestniczył w zawodach kategorii koguciej. W pierwszej rundzie zawodów przegrał z François Sybille.